# Woodlands (Singapur)

Lage von Woodlands in Singapur

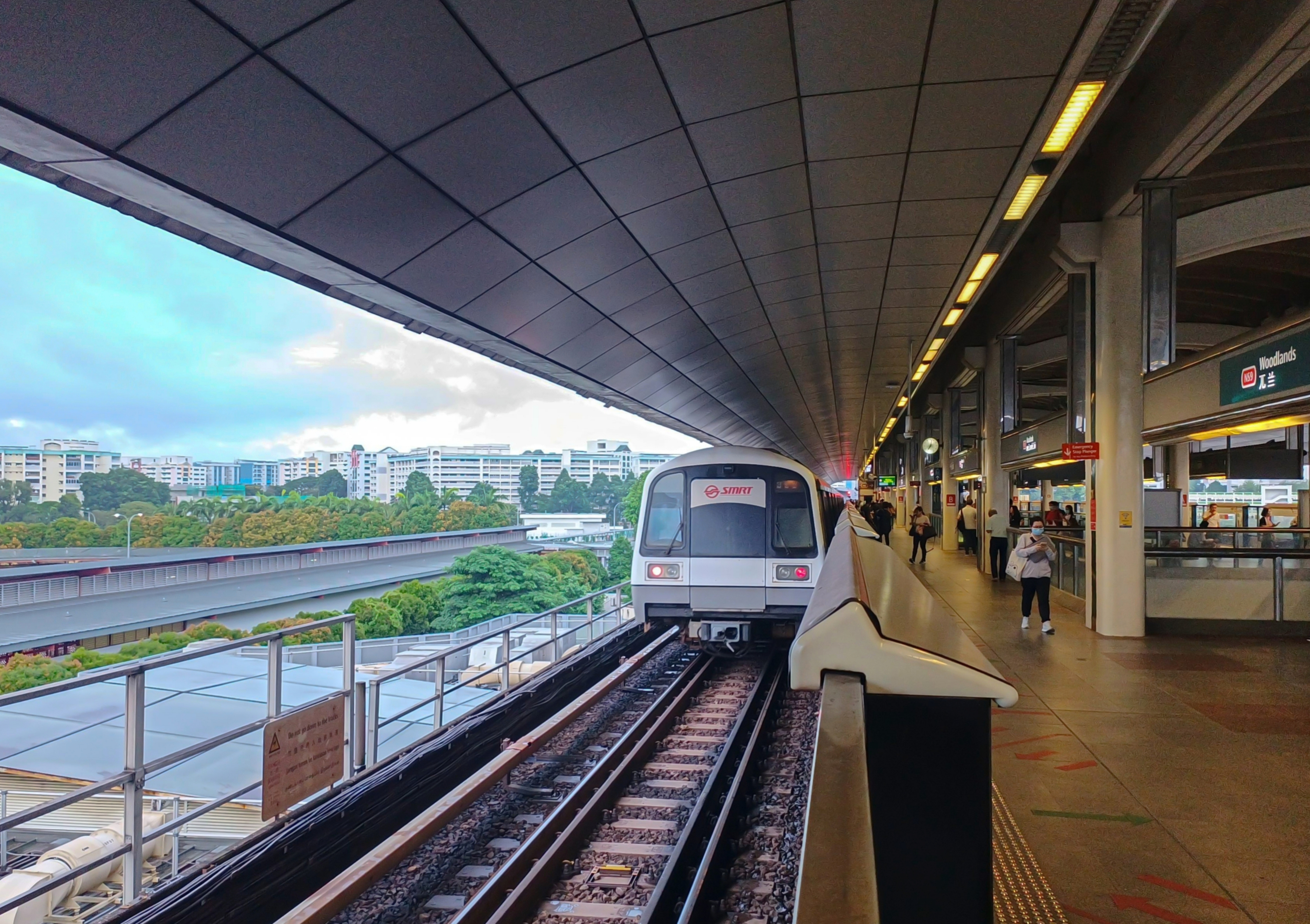
Woodlands MRT Station

Woodlands (chinesisch 兀兰, Tamil ஊட்லண்ட்ஸ்) ist ein Stadtviertel im Norden Singapurs.

## Geschichte
Der Ort wurde 1923 gegründet und war zunächst ein kleines Geschäftszentrum für die umliegenden Dörfer und Farmen.
Die ersten staatlichen Wohnungen des Housing and Development Board (HDB) wurden ab 1972 im nördlichen Teil des zu Woodlands gehörenden Ortsteils Marsiling gebaut, und der Woodlands Bus Interchange an der Woodlands Center Road wurde 1980 gebaut. 1996 wurde Woodlands an die Mass Rapid Transit (MRT), das Stadtbahnnetz von Singapur, angeschlossen.
Eine besondere Bedeutung kommt Woodlands als Grenzort zu Malaysia zu. Bis 1998 war der Johor–Singapore Causeway der einzige Landübergang zwischen Malaysia und Singapur. Der Woodlands Checkpoint ist mit täglich mehr als 100.000 Personen einer der am häufigsten frequentierten Grenzübergänge der Welt. Bürger Singapurs und Malaysias können ihn mithilfe einer Chipkarte in ihrem Personalausweis vollautomatisiert passieren.

## Bildung
Ab Mai 2020 gibt es in diesem Gebiet insgesamt 12 Grundschulen, 10 Sekundarschulen (Marsiling, Woodgrove und Woodlands Ring) und ein Polytechnikum, das Republic Polytechnic. Das Innova Junior College wurde 2019 mit dem Yishun Junior College fusioniert.

## Einkaufszentrum
Causeway Point, eines der größten Einkaufszentren in Singapur, beherbergt 250 Geschäfte und verschiedene Outlets, darunter ein Kino und zwei Food Courts. Es ist die Heimat von Food Republic, Metro, Rubi Shoes, Uniqlo, Charles & Keith, Mimosa, Ichiban Boshi und Cathay Cineplexes. Die Woodlands Regional Library, die zum Zeitpunkt ihrer Gründung größte Nachbarschaftsbibliothek in Singapur, wird vom National Library Board betrieben. Die vierstöckige öffentliche Bibliothek im Woodlands Civic Centre richtet sich an alle Altersgruppen und ist nach allgemeinen Themen, Nachschlagewerken, Teenagern und Kindern organisiert. Das Woodlands Civic Center ist ein ausgewiesenes Zentrum für Bildung, öffentliche Dienstleistungen und andere Formen der Unterstützung für die Bewohner. Das Zentrum beherbergt die Woodlands Regional Library, mehrere Banken, die CPF Woodlands Branch, zahlreiche Handels- und Bildungseinrichtungen sowie Restaurants.
Woods Square ist ein aufstrebendes, integriertes Gewerbegebiet mit gemischter Nutzung mit Einzelhandel, F&B und einer Kindertagesstätte.

## Sport
In Woodlands steht auch das Woodlands Stadium mit 4.300 Plätzen.

## Verkehr

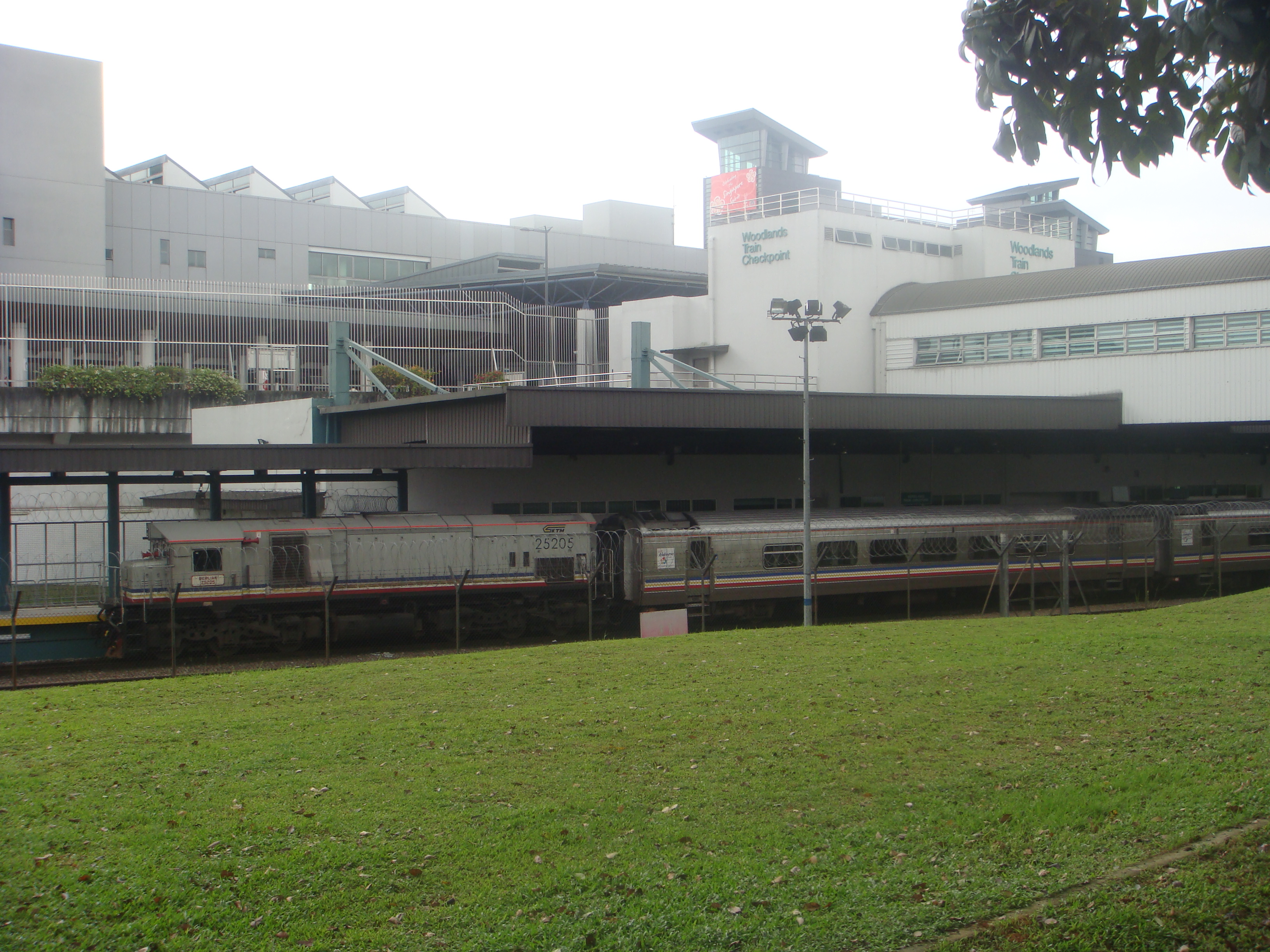
Woodlands Train Checkpoint

Seit dem 1. Juli 2011 ist der Woodlands Train Checkpoint die Endstation der Eisenbahn aus Malaysia (KTM), zuvor war dies die Tanjong Pagar Railway Station in der Keppel Road.
Die Bewohner von Woodlands werden derzeit von der North South Line und der Thomson-East Coast Line bedient. Die Stationen umfassen Marsiling, Woodlands, Admiralty, Woodlands North und Woodlands South. 
Ab 2026 soll eine Schnellbahnverbindung, das Johor Bahru-Singapore Rapid Transit System (RTS) in Betrieb gehen, wodurch die Anbindung zwischen Johor Bahru Sentral Station und der MRT-Station Woodlands North verbessert wird.
Im Rahmen der Pläne der Regierung, ein neues Stadtzentrum im geografischen Zentrum von Woodlands zu entwickeln, wurde 1996 der Busbahnhof der Stadt vom früheren Woodlands Town Center in das heutige Stadtzentrum am Woodlands Square verlegt. Frühere Busbahnhöfe befinden sich in Marsiling und Woodlands, alle wurden 1996 abgerissen.
Dieser Busknotenpunkt, der Woodlands Regional Bus Interchange, war der erste unterirdische Busknotenpunkt in Singapur, der unter der MRT-Station Woodlands gebaut wurde. Es wurde so gebaut, um den Platz zu maximieren. Er wurde 2016 für Renovierungsarbeiten zum Woodlands Temporary Bus Interchange verlegt, bevor er 2021 zum Woodlands Integrated Transport Hub verlagert wird. Nur vier Buslinien verbleiben am temporären Busknotenpunkt: 925/925M, 950, 961/961M und 965.
Für Autofahrer waren Autobahnen wie der Bukit Timah Expressway und der Seletar Expressway zugänglich.

## Politik
Woodlands war bei den Wahlen 2020 für zwei Wahlkreise im nördlichen Gebiet zuständig, nämlich Sembawang GRC und Marsiling-Yew Tee GRC, die beide von der regierenden People’s Action Party kontrolliert wurden. In der Anfangszeit war Woodlands vor den Wahlen 1991 hauptsächlich unter einem einzigen Wahlkreis von Sembawang (und 1988 als GRC) und Teilen von Bukit Panjang SMC abgedeckt. Woodlands und Sembawang wurden 2001 in die Divisionen Marsiling und Woodlands erweitert, gefolgt von Admiralty im Jahr 2006 und Woodgrove im Jahr 2011. Im Jahr 2015 wurden Marsiling und Woodgrove später aus Sembawang GRC in das neue Marsiling-Yew Tee GRC ausgegliedert, da das Bevölkerungswachstum aus dem benachbarten Yew Tee aus dem Chua Chu Kang GRC. Zu den Abgeordneten in der Umgebung gehören Hany Soh, Zaqy Mohamad, Poh Li San, Mariam Jaafar und Vikram Nair.